# Winterport (hrabstwo Waldo)
Winterport – jednostka osadnicza w Stanach Zjednoczonych, w stanie Maine, w hrabstwie Waldo.